# Orlando Magic 2000-2001
La stagione NBA 2000-2001 fu la 12ª stagione della storia degli Orlando Magic che si concluse con un record di 43 vittorie e 39 sconfitte nella regular season, il 4º posto nell'Atlantic Division e il 7º posto della Eastern Conference.
Nei playoff del 2001 venne eliminata al primo turno dai Milwaukee Bucks per 3 partite a 1.

## Draft
| Giro | Scelta | Giocatore                               | Posizione           | Nazionalità | Università/Club |
| ---- | ------ | --------------------------------------- | ------------------- | ----------- | --------------- |
| 1    | 5      | Mike Miller                             | guardia/ala piccola | Stati Uniti | Florida         |
| 1    | 10     | Keyon Dooling (ceduto ai L.A. Clippers) | guardia             | Stati Uniti | Missouri        |
| 1    | 13     | Courtney Alexander (ceduto a Dallas)    | guardia             | Stati Uniti | Fresno State    |

## Regular season
| Squadra            | V  | P  | %    | GB |
| ------------------ | -- | -- | ---- | -- |
| Philadelphia 76ers | 56 | 26 | 68,3 | -  |
| Miami Heat         | 50 | 32 | 61,0 | 6  |
| New York Knicks    | 48 | 34 | 58,5 | 8  |
| Orlando Magic      | 43 | 39 | 52,4 | 13 |
| Boston Celtics     | 36 | 46 | 43,9 | 20 |
| New Jersey Nets    | 26 | 56 | 31,7 | 30 |
| Washington Wizards | 19 | 63 | 23,2 | 37 |

## Play-off

### Primo turno
Gara 1
| 22 aprile 2001 | Milwaukee Bucks | 103 – 90 | Orlando Magic |  |

Gara 2
| 25 aprile 2001 | Milwaukee Bucks | 103 – 96 | Orlando Magic |  |

Gara 3
| 28 aprile 2001 | Orlando Magic | 121 – 116 TS | Milwaukee Bucks |  |

Gara 4
| 1º maggio 2001 | Orlando Magic | 104 – 112 | Milwaukee Bucks |  |

## Roster
| N° | Naz.                   | Ruolo | Sportivo          | Anno | Alt. | Peso |
| -- | ---------------------- | ----- | ----------------- | ---- | ---- | ---- |
| 1  | Stati Uniti (bandiera) | A     | Tracy McGrady     | 1979 | 203  | 95   |
| 2  | Stati Uniti (bandiera) | G     | Cory Alexander    | 1973 | 185  | 84   |
| 2  | Stati Uniti (bandiera) | G     | Elliot Perry      | 1969 | 183  | 68   |
| 3  | Stati Uniti (bandiera) | A     | Monty Williams    | 1971 | 203  | 102  |
| 7  | Stati Uniti (bandiera) | G     | Dee Brown         | 1968 | 185  | 73   |
| 8  | Stati Uniti (bandiera) | A     | Pat Garrity       | 1976 | 206  | 108  |
| 10 | Stati Uniti (bandiera) | G     | Darrell Armstrong | 1968 | 183  | 77   |
| 11 | Stati Uniti (bandiera) | G     | Troy Hudson       | 1976 | 185  | 77   |
| 13 | Regno Unito (bandiera) | AC    | John Amaechi      | 1970 | 208  | 122  |
| 26 | Stati Uniti (bandiera) | G     | James Robinson    | 1970 | 188  | 82   |
| 33 | Stati Uniti (bandiera) | A     | Grant Hill        | 1972 | 203  | 102  |
| 45 | Stati Uniti (bandiera) | A     | Bo Outlaw         | 1971 | 203  | 95   |
| 50 | Stati Uniti (bandiera) | A     | Mike Miller       | 1980 | 203  | 99   |
| 51 | Stati Uniti (bandiera) | C     | Michael Doleac    | 1977 | 211  | 119  |
| 52 | Stati Uniti (bandiera) | A     | Don Reid          | 1973 | 203  | 113  |
| 55 | Stati Uniti (bandiera) | AC    | Andrew DeClercq   | 1973 | 208  | 104  |

## Staff tecnico
- Allenatore: Doc Rivers
- Vice-allenatori: Dave Wohl, Johnny Davis, Tom Sterner, Paul Pressey

### Arrivi/partenze
Mercato e scambi avvenuti durante la stagione:
Arrivi
| N° | Naz. | Ruolo | Sportivo |  | Alt. |  |
| -- | ---- | ----- | -------- |  | ---- |  |

Partenze
| N° | Naz.                   | Ruolo | Sportivo       |  | Alt. |  |
| -- | ---------------------- | ----- | -------------- |  | ---- |  |
| 1  | Stati Uniti (bandiera) | P     | Cory Alexander |  |      |  |
| 2  | Stati Uniti (bandiera) | G     | Elliot Perry   |  |      |  |

## Premi e onorificenze
- Mike Miller nominato Matricola dell'anno
- Tracy McGrady nominato Rivelazione dell'anno
- Tracy McGrady incluso nell'All-NBA Second Team
- Mike Miller incluso nell'All-Rookie First Team